# Akram Hourani
Akram Hourani (arabe : أكرم الحوراني), né en 1912 à Hama et mort le 24 février 1996 en Jordanie, est un homme politique syrien, qui joue un rôle important dans la création du parti Baath arabe socialiste. Il est le ministre de plusieurs gouvernements syriens, et est vice-président de la République arabe unie.

## Biographie
Né à Hama dans une famille sunnite de propriétaire foncier, Akram Hourani suit ses études à Hama puis à Damas avant de faire des études de médecine dans une université jésuite en 1932. Il quitte cet établissement après son implication dans la tentative d'assassinat de l'ancien président syrien, Subhi Barakat.
En 1936, il s'inscrit à l'école de droit de Damas, où il devient membre du Parti social nationaliste syrien qu'il quitte deux ans plus tard pour revenir à Hama et devient président du Hizb ach-Chabab (Parti du peuple) fondé par un de ses cousins. Nationaliste arabe militant, il soutient à l'instar de Michel Aflaq le coup d'État militaire mené par Rachid Ali à Bagdad en 1941. En 1948, il prend le commandement des groupes armés qui se sont battus contre les sionistes en Palestine.
En janvier 1950, il renomme son parti et lui donne le nom de Parti arabe socialiste. Le parti se composait de plus de 10 000 militants, et a réuni plus de 40 000 sympathisants à son premier congrès qui s'est tenu à Alep.
De 1949 à 1954, la vie politique syrienne est émaillée par quatre coups d'État militaires, dans lesquels il joue un rôle direct. Il est proche politiquement du troisième et du quatrième auteur des coups d'État, en particulier d'Adib Chichakli qui dirige le pays de 1949 à 1954.
La décision de Chichakli de redistribuer les terres aux paysans est faite sous l'influence de Hourani. Cependant, l'influence du président s'affaiblit quand il adopte une attitude de gouvernement autocratique, allant jusqu'à interdire le Parti arabe socialiste en avril 1952. Les militants du PSA et du Baath sont pourchassés par le pouvoir en place.
En novembre de la même année, Hourani décide de fusionner son parti avec le Parti Baath de Michel Aflaq et de Salah al-Din al-Bitar. Le parti prend le nom de "Parti Baath arabe et socialiste" (Hizb al-ba'th al-'arabi al-ishtiraki) et gagne ainsi une audience importante.

## Le parti Baath

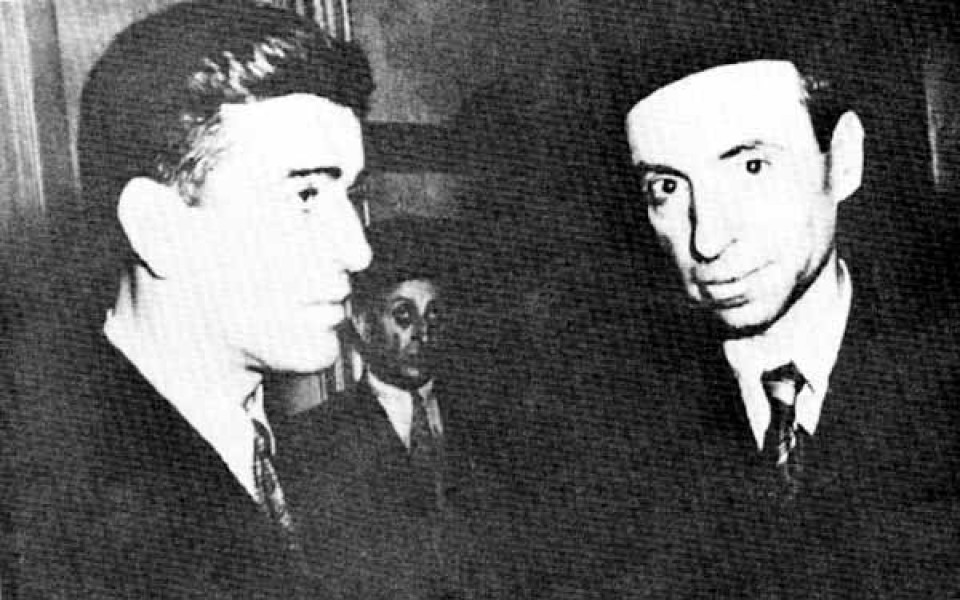
Akram Hourani et Michel Aflaq en 1957.

Membre du Commandement national du parti Baath dès sa création en 1954 jusqu'en 1959 il joue avec d'autres baathistes et d'autres activistes politiques syriens, un rôle direct dans la démission du président Chichakli. Au sein du Baath, il élargit la base du parti, et lui apporte les petits artisans et les paysans qui votaient auparavant pour le PSA. Par ailleurs le nombre de militants double, passant à 3000. Michel Aflaq, qui est réticent au recrutement de militaire et qui se méfiait des officiers libres égyptiens, laisse Hourani recruter des militants au sein de l'armée syrienne.
En 1954, le Baath remporte dix-sept sièges lors des élections législatives. Hourani est élu député d'Hama, Salah Bitar député de Damas et Wahib Ghanem député de Lattaquié. Le parti compte par ailleurs à ses côtés cinq élus indépendants qui lui sont très proches. Plus tard, il préside le parlement syrien de 1957 au mois de février 1958, ce qui lui permet de faire annuler les élections municipales de novembre 1957 qui n'auraient sans doute pas permis au parti Baath de s'imposer comme premier parti politique du pays. On explique généralement que c'est après cette manipulation que le parti Baath s'éloigne des principes démocratiques qui l'animaient auparavant.

## La République arabe unie
Après la signature du traité d'union entre la Syrie et l'Égypte en 1958, Hourani devient le vice-président du pays, un poste qu'il occupe jusqu'en 1959. Après que Nasser ait tenu des propos polémiques sur le parti Baath et qu'il ait fait arrêter plusieurs centaines de membres du parti, Hourani décide, le 31 décembre 1959, de démissionner de son poste de vice-président et s'exile au Liban. Les autres ministres du parti Baath démissionnent également du gouvernement. Il a ensuite des petits accrochages avec Michel Aflaq et Bitar sur le sort à réserver à la République arabe unie. Hourani se prononçait pour la sécession alors que les deux dirigeants historiques du parti se prononçaient contre.
Le 28 février 1961, un coup d'État militaire survient, le général Kouzbari après avoir pris le pouvoir, entraine la Syrie vers la sécession. Le soutien apporté par Hourani aux sécessionnistes lui vaut l'exclusion du parti Baath en juin 1962. Hourani décide de recréer son parti, mais il ne bénéficie plus du soutien populaire qu'il avait auparavant.
Il doit de nouveau s'exiler en 1963, en Irak, au Liban, en France et en Jordanie où il meurt en 1996. Ses mémoires sont édités au Caire en 2000.